# Arrest Dzodzi
Het arrest Dzodzi is een uitspraak van het Europees Hof van Justitie van 18 oktober 1990 (gevoegde zaken C-297/88 en C-197/89), inzake twee verzoeken uit België om een prejudiciële beslissing naar aanleiding van dezelfde casus van de Togolese mevrouw Dzodzi, weduwe van een Belgische man. Haar is een verblijfsvergunning geweigerd. Dit is een interne aangelegenheid zonder aanknopingspunt voor de directe toepassing van gemeenschapsrecht; ze kan geen beroep doen op het beginsel van het vrije verkeer van werknemers.

## Richtlijnen
Richtlijn 64/221/EEG van de Raad van 25 februari 1964 voor de coördinatie van de voor vreemdelingen geldende bijzondere maatregelen ten aanzien van verplaatsing en verblijf, die gerechtvaardigd zijn uit hoofde van de openbare orde, de openbare veiligheid en de volksgezondheid
Richtlijn 68/360/EEG van de Raad van 15 oktober 1968 inzake de opheffing van de beperkingen van de verplaatsing en het verblijf van de werknemers der Lid-Staten en van hun familie binnen de Gemeenschap

## Casus en procesverloop
De Togolese Massam Dzodzi had reeds voor het overlijden van haar Belgische echtgenoot een vergunning voor verblijf in België aangevraagd.

5. Dzodzi kwam begin 1987 België binnen en huwde op 14 februari van dat jaar met [J.] Herman. In haar hoedanigheid van echtgenote van een Belgisch onderdaan diende zij vervolgens onder verwijzing naar de gemeenschapsrichtlijnen en -verordeningen bij de autoriteiten een verzoek in om erkenning van haar recht om op het Belgische grondgebied verblijf te houden. Dit verzoek bleef onbeantwoord. Intussen waren de echtgenoten naar Togo vertrokken, waar zij van april tot juli 1987 verbleven, zonder de Belgische autoriteiten hiervan in kennis te stellen. Herman overleed op 28 juli 1987, kort na zijn terugkeer naar België. Latere verzoeken van Dzodzi om afgifte van een vergunning tot voortgezet verblijf in België werden afgewezen.
6. Toen haar bevel werd gegeven het Belgische grondgebied te verlaten, verzocht Dzodzi de Rechtbank van eerste aanleg in kort geding de tenuitvoerlegging van dat besluit op te schorten en de Belgische Staat onder oplegging van een dwangsom te gelasten aan verzoekster een verblijfsvergunning voor vijf jaar af te geven.
7. In die omstandigheden heeft de Rechtbank van eerste aanleg te Brussel de behandeling van de zaak geschorst en het Hof om een prejudiciële beslissing verzocht (...)
8. Dzodzi kwam van deze beschikking in beroep op grond dat de rechter in kort geding zich niet vooraf over de ontvankelijkheid van het bij hem aldaar aanhangig gemaakte geding had uitgesproken en had geweigerd voorlopige maatregelen te treffen ter vrijwaring van verzoeksters rechten.
9. Bij beschikking van 16 mei 1989 gelastte het Hof van Beroep te Brussel de Belgische Staat aan Dzodzi een voorlopige verblijfsvergunning af te geven voor de duur van de procedure in kort geding, en verzocht het het Hof om een prejudiciële beslissing over twee bijkomende vragen: (...)

Zodoende ontving het Hof van Justitie in dezelfde casus tweemaal een verzoek om een prejudiciële beslissing.
Deze zaken zijn gevoegd in het onderhavige arrest.

## Artikel 40
Dzodzi beroept zich rechtstreeks op het gemeenschapsrecht alsook op het volgende Belgische wetsartikel.

4. Artikel 40 van de Belgische wet van 15 december 1980 betreffende de toegang tot het grondgebied, het verblijf, de vestiging en de verwijdering van vreemdelingen bepaalt:

"Behoudens strijdige bepalingen van deze wet worden de hiernavolgende personen, van welke nationaliteit ook, met de EG-vreemdeling gelijkgesteld: 1° zijn echtgenoot; ... Worden er eveneens mede gelijkgesteld, de echtgenoot van een Belg, ...".
13. (...) dat de nationale wetgever met deze nationale bepaling – die volgens de voorbereidende werkzaamheden bedoeld is om "omgekeerde discriminatie" van buitenlandse echtgenoten van Belgische onderdanen te voorkomen – bedoelde echtgenoten in aanmerking heeft willen laten komen voor toepassing van de regels van gemeenschapsrecht die gelden voor de echtgenoten van op het grondgebied van het Koninkrijk België woonachtige onderdanen van andere Lid-Staten.

## Rechtsvragen
- Biedt het gemeenschapsrecht steun om een verblijfsvergunning of een recht op verblijf af te dwingen? (Neen.)
- Kan het Hof behulpzaam zijn bij de indirecte toepassing van gemeenschapsrecht via dit artikel 40? (Neen.)
- Biedt het gemeenschapsrecht steun om een voorlopige voorziening af te dwingen? (Neen.)

## Uitspraak Hof

### hoofdvraag
De casus biedt geen aangrijpingspunt voor een rechtstreeks beroep op het gemeenschapsrecht.
Als echtgenote en weduwe van een Belgische werknemer kan zij in België geen beroep doen op het beginsel van het vrije verkeer van werknemers.

20. Het vrije verkeer binnen de [Europese] Gemeenschap van echtgenoten van werknemers uit de Gemeenschap is geregeld bij verordening (EEG) nr. 1612/68 van de Raad van 15 oktober 1968 betreffende het vrije verkeer van werknemers binnen de Gemeenschap.
21. Het verblijfsrecht van die echtgenoten op het grondgebied van een Lid-Staat is geregeld bij richtlijn 68/360/EEG van de Raad van 15 oktober 1968 (...), het recht om verblijf te houden bij verordening nr. 1251/70 van 29 juni 1970.
22. Met deze verordeningen en de richtlijn is de grondslag gelegd voor de verwezenlijking van de doelstellingen van artikel 48 EEG-Verdrag betreffende het vrije verkeer van werknemers binnen de Gemeenschap.
23. Zoals het Hof [eerder] heeft beslist, kunnen de gemeenschapsregelingen betreffende het vrije verkeer van werknemers evenwel niet worden toegepast op gevallen die geen enkele aanknoping hebben met een van de situaties waarvoor het gemeenschapsrecht is geschreven.
24. Dit geldt ook voor het (...) geval van een onderdaan van een derde land die gehuwd is met een onderdaan van een Lid-Staat, wanneer voor het door de eerstgenoemde uitsluitend in zijn hoedanigheid van echtgenoot opgeëiste verblijfsrecht of recht om op het grondgebied van een Lid-Staat verblijf te houden, niet kan worden aangeknoopt bij de uitoefening door de gemeenschapsonderdaan, van het recht van vrij verkeer binnen de Gemeenschap.

Wat betreft de genoemde richtlijn en verordeningen:

...[deze] zijn niet van toepassing in zuiver interne situaties in een Lid-Staat, zoals die van een onderdaan van een derde land, die uitsluitend in zijn hoedanigheid van echtgenoot van een onderdaan van een Lid-Staat aanspraak maakt op een verblijfsrecht of op een recht om verblijf te houden op het grondgebied van deze Lid-Staat.

### subsidiaire vraag
Wat betreft de (indirecte) toepassing van gemeenschapsrecht via genoemd artikel 40 is het Hof zeer terughoudend:

Hoewel de nationale rechter gebonden is aan de aanwijzingen en de uitlegging van het gemeenschapsrecht die hem door het Hof worden verstrekt, dient hij, gelet op de strekking van de verwijzing in de nationale wetgeving naar voornoemde gemeenschapsregelingen, zelf te beoordelen onder welke voorwaarden die regelingen van toepassing kunnen zijn op de zuiver interne situatie die ten grondslag ligt aan het bij hem aanhangig geding.

### bijkomende vragen
De bijkomende vragen van het Hof van Beroep gaan over het ontbreken van voorlopige maatregelen (lees: een voorlopige verblijfsvergunning voor de duur van de procedure).
Het Hof volgt dezelfde redenering:
Dit is een interne aangelegenheid van België zonder aanknopingspunt voor de directe toepassing van gemeenschapsrecht;
Dzodzi kan geen beroep doen op het beginsel van het vrije verkeer van werknemers.

## Tot besluit
Omdat de Belgische echtgenoot van Dzodzi in België woonde is het gemeenschapsrecht, althans het beginsel van vrije vestiging van een werknemer en diens echtgenoot niet van toepassing.
Indien hij (tijdelijk) in een andere lidstaat had gewoond, dan zou dit beginsel van vrije vestiging aldaar wél van toepassing zijn geweest.
Alsdan zou de echtgenote het recht van vrije vestiging van een werknemer kunnen uitoefenen.
Dit staat bekend als de EU-route. Daarna kan het echtpaar weer in België gaan wonen.
Volgens eenzelfde redenering kan een werknemer met de nationaliteit van een andere lidstaat in België op grond van het gemeenschapsrecht bepaalde rechten uitoefenen, waar een Belg in België geen aanspraak op kan maken. Dit kan gezien worden als omgekeerde discriminatie. Genoemd artikel 40 was bedoeld als reparatie, om een Belgische werknemer in België dezelfde rechten te geven.